# Жемчужное (село, Юрьевский район)
Жемчужное (укр. Жемчужне) — село,
Жемчужненский сельский совет,
Юрьевский район,
Днепропетровская область,
Украина.
Код КОАТУУ — 1225981001. Население по переписи 2001 года составляло 516 человек .
Является административным центром Жемчужненского сельского совета, в который, кроме того, входят сёла
Варламовка,
Василевка,
Затишное,
Катериновка и
Кондратовка.

## Географическое положение
Село Жемчужное находится на левом берегу реки Малая Терновка,
выше по течению примыкает село Катериновка,
ниже по течению на расстоянии в 3 км расположен пгт Юрьевка.
Через село проходят автомобильные дороги Т-0412 и Т-2107.

## История
Основано как хутор Жемчужное в конце XVIII века грузинским князем Николаем (Николозом) Георгиевичем Мусхеловым, который служил в администрации Новоросcии и получил пустующие земли как «дачи». Хутор разросся в село, которое также называлось Княжье и Мусхеловка. В начале XIX века село унаследовали по духовному завещанию деда, князя М.Мусхелова, Олекса Стороженко и его брат Николай, и оно стало называться Стороженково. В начале XX века село снова называлось Жемчужное.

## Экономика
- ООО «Прогрес-Агро».
- ООО «Урожай».
- ФХ «Тандем Агро».

## Объекты социальной сферы
- Школа.
- Детский сад.
- Фельдшерско-акушерский пункт.
- Сельский клуб